# Leopold von Sacher-Masoch
Leopold von Sacher-Masoch, född 27 januari 1836 i Lemberg (dagens Lviv), död 9 mars 1895 i Frankfurt am Main, var en österrikisk författare och journalist. Han är känd för romanen Venus i päls (tyska: Venus im Pelz). Termen masochism, efter Sacher-Masoch, myntades 1886 av psykiatern Richard von Krafft-Ebing.
Sacher-Masoch och hans älskarinna baronessan Fanny Pistor hade ett förhållande där han var hennes slav. Ordet masochism kommer från hans sexuellt undergivna livsstil.